# Kacha Kaladze
Kachaber Kaladze (gruz. კახაბერ კალაძე, wym. [ˈkɑxɑbɛr kɑˈlɑdzɛ]; ur. 27 lutego 1978 w Samtredii) – gruziński piłkarz i polityk. Obrońca grającej w Serie A Genoi oraz reprezentacji Gruzji, której jest kapitanem. W latach 2001, 2002, 2003 i 2006 wybrany najlepszym zawodnikiem w swoim kraju. Uznawany za jednego z najlepszych gruzińskich piłkarzy. Od 2017 burmistrz Tbilisi.
Karierę rozpoczynał w zespole Dinamo Tbilisi, gdzie w ciągu pięciu lat zagrał w 82 meczach. Następnie przeszedł do ukraińskiego Dynama Kijów. Wystąpił tam w 71 spotkaniach, po czym podpisał kontrakt z AC Milan. Czterokrotnie wybierany najlepszym gruzińskim piłkarzem, w sezonie 2003/2004 mistrz Włoch, trzykrotny mistrz Ukrainy, pięciokrotny Gruzji. Z zespołem Milanu dwukrotnie zdobył puchar Ligi Mistrzów, jednokrotnie Superpuchar Europy i Klubowe Mistrzostwo Świata. W reprezentacji Gruzji Kaladze zadebiutował w 1996 roku. Od tego czasu zagrał w niej 66 razy i zdobył jednego gola, w meczu z Łotwą. Uczestniczył w siedmiu eliminacjach do mistrzostw Europy i świata, jednak Gruzja nie wywalczyła awansu na żadną z tych imprez.
Kaladze pochodzi z piłkarskiej rodziny. Jego ojciec grał w zespole Lokomotiv Samtredia i przez pewien czas był również prezesem tego klubu. W 2001 roku porwano jego brata, Lewana, zaś w 2006 roku oficjalnie potwierdzono jego zgon. W rezultacie dwóch mężczyzn skazano na karę pozbawienia wolności. Kaladze założył firmę Kala Captial i organizację Kala Foundation. Ponadto jest ambasadorem stowarzyszenia SOS Wioski Dziecięce.

## Kariera klubowa

### Gruzja i Dynamo Kijów
Kaladze w wieku 11 lat Kaladze zaczął grać dla juniorskiego zespołu swojego miasta. Występował także jako napastnik w zespole Lokomotiv Samtredia, gdzie jego ojciec był prezesem. Następnie skorzystał z zaproszenia Dawita Kipianego i przeszedł do Dinama Tbilisi. W zespole tym w latach 1993–1997 zagrał w 82 ligowych meczach i strzelił jednego gola. W Umaglesi Liga Kaladze zadebiutował jako 16-latek w sezonie 1993/1994. W tym samym roku został po raz pierwszy mistrzem kraju. 8 sierpnia 1995 roku w meczu Pucharu UEFA z Botewem Płowdiw Kaladze zadebiutował w pucharach europejskich. Z zespołem Dinama Kaladze pięciokrotnie wygrywał rozgrywki ligowe oraz trzykrotnie zdobył Puchar Gruzji.
Piłkarz twierdzi, że jego dobry występ dla Gruzji w meczu z reprezentacją Włoch (0:0) przyciągnął uwagę Dynama Kijów. Powiedział: „W tamtym spotkaniu grałem przeciwko Christianowi Vieriemu, kryłem go bardzo dobrze.” W styczniu 1998 roku przeszedł za równowartość 280 tysięcy euro do Dynama Kijów. Z klubem tym podpisał czteroletni kontrakt. W Premier-liha zadebiutował 22 marca w spotkaniu z Karpatami Lwów. 18 maja w meczu z Worskłą Połtawa strzelił swoją pierwszą bramkę w nowym zespole. W sezonie 1997/1998 zagrał w 13 ligowych meczach i wraz ze swoim klubem został mistrzem kraju. W Dynamie Kijów Kaladze spędził ponad dwa i pół roku. W tym czasie zagrał w 71 ligowych meczach. Został również trzykrotnie mistrzem Ukrainy i trzy razy zdobył Puchar Ukrainy. Wystąpił także w obydwu półfinałowych spotkaniach z Ligi Mistrzów 1998/1999 z Bayernem Monachium (3:3 i 0:1). Wcześniej Dynamo pokonało takie zespoły jak Real Madryt czy Arsenal. W czasie gry w Dinamo Tbilisi i Dynamie Kijów Kaladze ośmiokrotnie zostawał mistrzem kraju.

### AC Milan
| „Zawsze marzyłem o zagraniu dla czołowej drużyny zagranicznej, mogłem jednak pozostać w Kijowie, złapać kontuzję – a wtedy kariera by się dla mnie skończyła. Dlatego poprosiłem prezesa Dynama o wstawienie mnie na listę transferową.”—Kacha Kaladze, wypowiedź na temat opuszczenia Dynama Kijów w odniesieniu do kontuzji Gierasimienki. |

Kaladze stał się najdroższym gruzińskim piłkarzem, kiedy to AC Milan zapłacił za niego 16 milionów euro. Jak sam twierdzi, odszedł z Kijowa z powodu kontuzji Aleksieja Gierasimienki, po której nie wrócił on już na boisko. W Serie A Kaladze zadebiutował 4 lutego 2001 roku w spotkaniu z Reggina Calcio. Początkowo grał na różnych pozycjach w Milanie, zaś o miejsce w składzie walczył między innymi z Jaapem Stamem i Cafu. W swoim pierwszym pełnym sezonie zagrał w 30 ligowych meczach. W sezonie 2002/2003 wystąpił w 46 meczach (w tym w 27 ligowych). Jego klub wygrał także rozgrywki Ligi Mistrzów po pokonaniu Juventusu w finale po serii rzutów karnych (Kaladze nie strzelił bramki z rzutu karnego). Stał się on tym samym pierwszym gruzińskim piłkarzem, który zdobył puchar Ligi Mistrzów. Milan w sezonie 2002/2003 wygrał także rozgrywki Pucharu Włoch. W finałowym dwumeczu pokonał AS Roma. Po tych sukcesach gruzińska poczta wyemitowała specjalną serię znaczków z wizerunkiem piłkarza.
W sezonie 2003/2004 Kaladze z powodu kontuzji zagrał w sześciu ligowych meczach. W następnych sezonie wystąpił w 19 spotkaniach Serie A i pięciu w Lidze Mistrzów. W lidze Milan zajął drugie miejsce. W Lidze Mistrzów doszedł natomiast do finału, w którym zagrał z Liverpoolem. W spotkaniu tym Kaladze był rezerwowym, zaś mecz zakończył się zwycięstwem Liverpoolu po rzutach karnych (3:3 po regulaminowym czasie gry). Po meczu piłkarz sfrustrowany był rzadką grą w pierwszym zespole. Pojawiły się spekulacje o przejściu Kaladzego do Chelsea w zamian za Hernána Crespo lub za 4 miliony funtów. Kaladze powiedział: „Załatwiłem już wszystko z Chelsea. Trzeba teraz poczekać na porozumienie klubu i myślę, że mógłbym być graczem Chelsea już w następnym tygodniu.” Gruzin pozostał jednak w Mediolanie i był z tego zadowolony. 4 września 2006 roku przedłużył swój kontrakt z Milanem do roku 2011. W sezonie 2005/2006 kontuzja Paolo Maldiniego spowodowała, że Kaladze przesunięty został na środek obrony. W tamtym sezonie Milan zajął trzecie miejsce w tabeli. Klub z Mediolanu byłby drugi, gdyby nie brał udziału w Aferze Calciopoli, przez którą odjęto mu 30 punktów.
W sezonie 2006/2007 Kaladze zdobył jednego gola, w meczu z Sampdorią Genuą. Milan rozgrywki ligowe zakończył na czwartym miejscu, z ośmioma punktami odjętymi z powodu afery z poprzedniego roku. 23 maja 2007 roku po tym jak jego klub pokonał Liverpool 2:1 w finale Ligi Mistrzów, Gruzin po raz drugi wygrał te rozgrywki w swojej karierze. W spotkaniu finałowym zagrał od 79. minuty. W grudniu znalazł się w składzie swojego klubu na Klubowe Mistrzostwa Świata. W finale Milan pokonał 4:2 CA Boca Juniors, Kaladze był zaś jednym z dwóch zawodników, którzy otrzymali czerwone kartki w tym meczu. W sezonie 2007/2008 był podstawowym zawodnikiem, zagrał w 32 meczach. Na początku października 2008 roku w spotkaniu Pucharu UEFA z FC Zürich doznał kontuzji kostki. Z tego powodu w sezonie 2008/2009 grał rzadko. Milan rozgrywki ligowe zakończył na trzecim miejscu, 10 punktów za pierwszym w tabeli Interem Mediolan. Kaladze twierdził, że gdyby nie kontuzje, Milan zostałby mistrzem Włoch.
W sezonie 2009/2010 trenerem Milanu był Leonardo, a Kaładze wystąpił tylko w 6 meczach Serie A. Przed kolejnymi rozgrywkami szkoleniowcem Milanu został Massimiliano Allegri, który nie przewidywał dla Gruzina miejsca w składzie na kolejny sezon. Kaładze w wywiadzie zaatakował Milan. Podczas przedsezonowego meczu z Juventusem, kibice Milanu wywiesili transparent o treści „Kto nie jest w planach drużyny, niech w sierpniu odejdzie” adresowany w stronę Kaładze i Marka Jankulovskiego. Pod koniec okienka transferowego Kaładze był bliski odejścia do Juventusu w ramach wymiany za Fabio Grosso, jednak ostatecznie został sprzedany do Genoi.

## Kariera reprezentacyjna
Kaladze w reprezentacji Gruzji zadebiutował 27 marca 1996 w meczu towarzyskim z Cyprem, wchodząc w 72. minucie spotkania z ławki rezerwowych. W grudniowym spotkaniu z reprezentacją Libanu po raz pierwszy otrzymał czerwoną kartkę w meczu międzynarodowym. Kaladze występował w eliminacjach do Mistrzostw świata w 1998, 2002, 2006, 2010 roku i Mistrzostw Europy w latach: 2000, 2004 i 2008. Gruzja nie zakwalifikowała się na żadną z tych imprez. Pierwszy raz w oficjalnych rozgrywkach Kaladze zagrał 14 czerwca 1997 roku w meczu przeciwko Polsce. Spotkanie rozegrano w ramach eliminacji do Mistrzostw świata w 1998 roku. Gruzja przegrała ten mecz 4:1. W spotkaniu z reprezentacją Mołdawii Kaladze otrzymał czerwoną kartkę. Ostatecznie Gruzja zajęła czwarte miejsce w swojej grupie i nie awansowała na mistrzostwa. Reprezentacja nie zakwalifikowała się również na Euro 2000, z jednym zwycięstwem na koncie zakończyła eliminacje na szóstym miejscu w tabeli. W czasie tych kwalifikacji ówczesny gracz Dynama Kijów był okazjonalnie kapitanem kadry pod nieobecność Giorgiego Nemsadze.
W swojej grupie eliminacyjnej do mundialu 2002 Gruzja zajęła trzecie miejsce, za Węgrami i Litwą. Kaladze grał we wszystkich meczach kwalifikacyjnych, opuszczał natomiast spotkania towarzyskie. W eliminacjach do Euro 2004 Kaladze zagrał jednak trzy mecze, zaś Gruzja zajęła ostatnie miejsce w tabeli. Mimo to wystąpił w wygranym 1:0 meczu z Rosją, określanym jako jeden z największych sukcesów reprezentacji Gruzji. Kaladze nie zagrał tylko w jednym meczu eliminacji do Mistrzostw świata 2006. Gruzja zajęła szóste miejsce w swojej grupie, tylko Kazachstan zakończył rozgrywki na niższym miejscu. Kaladze zagrał w mniejszej liczbie meczów eliminacji do Euro 2008, zaś jego kraj ponownie nie awansował na tę imprezę, zajął szóste miejsce w tabeli. Mimo to Gruzja kwalifikacje rozpoczęła od zwycięstwa 6:0 nad Wyspami Owczymi.
6 lutego 2007 roku w przegranym 3:1 meczu towarzyskim z Łotwą Kaladze zdobył swoją pierwszą i jedyną bramkę dla reprezentacji. 5 września 2009 roku w przeciągu 11 minut strzelił dwie bramki samobójcze w meczu eliminacji do mundialu 2010 z Włochami. Mecz zakończył się porażką Gruzji 2:0. Piłkarz AC Milan jest kapitanem reprezentacji narodowej. Po sezonie 2011/12 zakończył piłkarską karierę.

## Biznes i życie prywatne

Kaladze na billboardzie w Batumi, Gruzja

Kaladze urodził się w Samtredii, mieście w pobliżu Morza Czarnego. Jego ojciec, Karlo był piłkarzem Lokomotiv Samtredia i prezesem tego klubu. Piłkarz jest właścicielem mieszczącej się w Mediolanie restauracji Giannino, założonej w 1899 roku przez Gianniniego Bindiego. W jednym z przewodników Michelin dano jej ocenę jednej gwiazdki.
W 2001 roku brat Kachy, Lewan, student medycyny został porwany. Porywacze żądali okupu w wysokości 600 tysięcy dolarów. Ówczesny prezydent Gruzji Eduard Szewardnadze powiedział, że „robione jest wszystko, aby zlokalizować Lewana.” Widziano go tylko jeden raz, na materiale video. Miał wówczas na oczach przepaskę i wołał o pomoc. Cztery lata później, 6 maja 2005 roku, gruzińska policja znalazła osiem zwłok w Swanetii. Spekulowano, że znajduje się tam Lewan. 21 lutego następnego roku oficjalnie potwierdzono jego zgon po testach wykonanych przez ekspertów FBI. Lokalne media uważały, że rodzina Kaladze zapłaciła okup. Według innych źródeł ojciec Lewana próbował zapłacić porywaczom, jednak ci uciekli w obawie przed policją. Z powodu zabójstwa dwóch mężczyzn skazano na karę pozbawienia wolności, Davida Asatianiego na dwadzieścia pięć lat, zaś Meraba Amisulaszwiliego na pięć. 14 lutego 2009 roku żona Kaladzego, Anouki, urodziła syna. Para nadała mu imię Lewan, oddając tym samym cześć bratu piłkarza.
Poza karierą piłkarską Kaladze jest także przedsiębiorcą. Inwestuje w Gruzji, we Włoszech, Ukrainie i Kazachstanie. Założył również Kala Capital – firmę, która zajmuje się bankowością, nieruchomościami i sektorami energetycznymi gruzińskiej gospodarki. Poza tym jest ambasadorem FIFA stowarzyszenia SOS Wioski Dziecięce. W 2008 roku założył Kala Foundation, organizację, której celem jest „etyczny cel przeznaczenia wszystkich wysiłków na pomaganie i utrzymywanie ludzi w potrzebie.” Dzięki fundacji piłkarz zebrał 50 tysięcy euro na pomoc imigrantom z Osetii Południowej w czasie konfliktu z Rosją w 2008 roku. Kaladze planuje wydać swoją autobiografię.
Po porwaniu brata Kaladze był bliski przyjęcia ukraińskiego obywatelstwa. Nie postanowił jednak tego zrobić, mówiąc: „Był czas, kiedy myślałem o porzuceniu kadry narodowej, jednak nie mógłbym tego zrobić z powodu respektu dla Gruzinów i kibiców, którzy przychodzą na nasze mecze i nam kibicują”. Po zakończeniu piłkarskiej kariery zajął się polityką. W październikowych wyborach samorządowych w Gruzji, gdzie jego prorosyjska i antyunijna partia wyborcza Gruzińskie Marzenie zwyciężyła, został wybrany wicepremierem. 

## Statystyki kariery

### Klubowe
| Klub           | Sezon     | Liga  | Liga | Puchar kraju | Puchar kraju | Puchary europejskie1 | Puchary europejskie1 | Inne2 | Inne2 | Łącznie | Łącznie |
| Klub           | Sezon     | Mecze | Gole | Mecze        | Gole         | Mecze                | Gole                 | Mecze | Gole  | Mecze   | Gole    |
| -------------- | --------- | ----- | ---- | ------------ | ------------ | -------------------- | -------------------- | ----- | ----- | ------- | ------- |
| Dinamo Tbilisi | 1993/1994 | 9     | 1    | -–           | -–           | -–                   | -–                   | -–    | -–    | 9       | 1       |
| Dinamo Tbilisi | 1994/1995 | 23    | 0    | -–           | -–           | -–                   | -–                   | -–    | -–    | 23      | 0       |
| Dinamo Tbilisi | 1995/1996 | 23    | 0    | -–           | -–           | 1                    | 0                    | -–    | -–    | 24      | 0       |
| Dinamo Tbilisi | 1996/1997 | 12    | 0    | -–           | -–           | 4                    | 0                    | -–    | -–    | 16      | 0       |
| Dinamo Tbilisi | 1997/1998 | 15    | 0    | -–           | -–           | 7                    | 0                    | -–    | -–    | 22      | 0       |
| Dinamo Tbilisi | Łącznie   | 82    | 1    | -            | -            | 12                   | 0                    | -     | -     | 94      | 1       |
| Dynamo Kijów   | 1997/1998 | 13    | 2    | -–           | -–           | -–                   | -–                   | -–    | -–    | 13      | 2       |
| Dynamo Kijów   | 1998/1999 | 25    | 3    | -–           | -–           | 12                   | 1                    | -–    | -–    | 37      | 4       |
| Dynamo Kijów   | 1999/2000 | 25    | 1    | -–           | -–           | 14                   | 1                    | -–    | -–    | 39      | 2       |
| Dynamo Kijów   | 2000/2001 | 8     | 0    | -–           | -–           | 7                    | 1                    | -–    | -–    | 15      | 1       |
| Dynamo Kijów   | Łącznie   | 71    | 6    | -            | -            | 33                   | 3                    | -     | -     | 104     | 9       |
| AC Milan       | 2000/2001 | 17    | 3    | 1            | 0            | -–                   | -–                   | -–    | -–    | 18      | 3       |
| AC Milan       | 2001/2002 | 30    | 4    | 5            | 0            | 11                   | 0                    | -–    | -–    | 46      | 4       |
| AC Milan       | 2002/2003 | 27    | 0    | 4            | 1            | 15                   | 0                    | -–    | -–    | 46      | 1       |
| AC Milan       | 2003/2004 | 6     | 0    | 3            | 0            | 1                    | 0                    | 1     | 0     | 11      | 0       |
| AC Milan       | 2004/2005 | 19    | 2    | 2            | 0            | 5                    | 0                    | -–    | -–    | 26      | 2       |
| AC Milan       | 2005/2006 | 28    | 2    | 4            | 0            | 11                   | 0                    | -–    | -–    | 43      | 2       |
| AC Milan       | 2006/2007 | 18    | 1    | 1            | 0            | 7                    | 0                    | -–    | -–    | 26      | 1       |
| AC Milan       | 2007/2008 | 32    | 0    | -–           | -–           | 8                    | 0                    | 2     | 0     | 42      | 0       |
| AC Milan       | 2008/2009 | 11    | 0    | 1            | 0            | 4                    | 0                    | -–    | -–    | 15      | 0       |
| AC Milan       | 2009/2010 | 6     | 0    | 2            | 0            | 2                    | 0                    | -–    | -–    | 10      | 0       |
| AC Milan       | Łącznie   | 194   | 12   | 23           | 1            | 63                   | 0                    | 4     | 0     | 284     | 13      |
| Łącznie        | Łącznie   | 339   | 19   | 23           | 1            | 108                  | 3                    | 3     | 0     | 475     | 23      |

Stan na 31 sierpnia 2010.
1Uwzględniono Ligę Mistrzów, Puchar UEFA i Superpuchar Europy UEFA

2Uwzględniono Superpuchar Włoch i Klubowe Mistrzostwa Świata

### Sukcesy

#### Dinamo Tbilisi
- mistrz Gruzji: 1993/1994, 1994/1995, 1995/1996, 1996/1997, 1997/1998
- Puchar Gruzji: 1994, 1995, 1996, 1997

#### Dynamo Kijów
- mistrz Ukrainy: 1998, 1999, 2000, 2001
- Puchar Ukriany: 1998, 1999, 2000

#### AC Milan
- mistrz Włoch: 2003/2004
- Puchar Włoch: 2003
- Superpuchar Włoch: 2004
- Liga Mistrzów UEFA: 2002/2003, 2006/2007
- Superpuchar Europy: 2007
- Klubowe Mistrzostwa Świata: 2007

#### Indywidualne
- Gruziński Piłkarz Roku: 2001, 2002, 2003, 2006

Źródło:

### Gole w reprezentacji
| #  | Data          | Miejsce         | Przeciwnik | Gol na | Wynik   | Rozgrywki       |
| -- | ------------- | --------------- | ---------- | ------ | ------- | --------------- |
| 1. | 6 lutego 2007 | Tbilisi, Gruzja | Łotwa      | 1:3    | Porażka | mecz towarzyski |